# Altenheideck
Altenheideck ist ein Gemeindeteil der Stadt Heideck im Landkreis Roth (Mittelfranken, Bayern). Altenheideck liegt in der Gemarkung Liebenstadt.

## Lage
Das Dorf liegt südöstlich von Röttenbach und nordwestlich von Heideck am nördlichen Rand eines bis auf 490 Meter Höhe ansteigenden bewaldeten Höhenzuges. Straßenverbindungen gibt es von Mauk bzw. Obermauk, Tautenwind und von Liebenstadt bzw. von der Staatsstraße 2226 her. Die sich nördlich ausbreitende Dorfflur ist 247 Hektar groß.

## Ortsnamendeutung
Alten-„Heideck“ wird abgeleitet von dem althochdeutschen „ekka“ für „Ecke, Bergkamm“ und dem gotischen Wort „haithi“ für „Heide, waldlose, mit Heidekraut bewachsene Fläche“.

## Geschichte
„Altenheidekke“ wurde erstmals 1278 erwähnt, als Burggraf Friedrich (III.) von Nürnberg Güter der Herren von Heideck als Lehen der Eichstätter Kirche anerkannte. Hier war auf einem Felsen als eine von einer Ringmauer umgebenen Turmburg der Stammsitz der seit 1129 nachweisbaren Edelfreien von Hardekke/Haideke/Heideche, nachdem sie ihre Burg in Erlingshofen bzw. Arnsberg, ebenfalls Eichstätter Lehen, aufgegeben hatten und bevor sie um die Mitte des 13. Jahrhunderts unter Marquard I. von Heideck in vier Kilometer Entfernung auf dem Schloßberg südlich von Heideck ihr neues „Schloss“ erbauten. Als erster der in Altenheideck sitzenden Edelfreien nannte sich Hadebrand (II.) 1192 „de Haideke“; er nahm am Kreuzzug von Kaiser Friedrich Barbarossa teil.

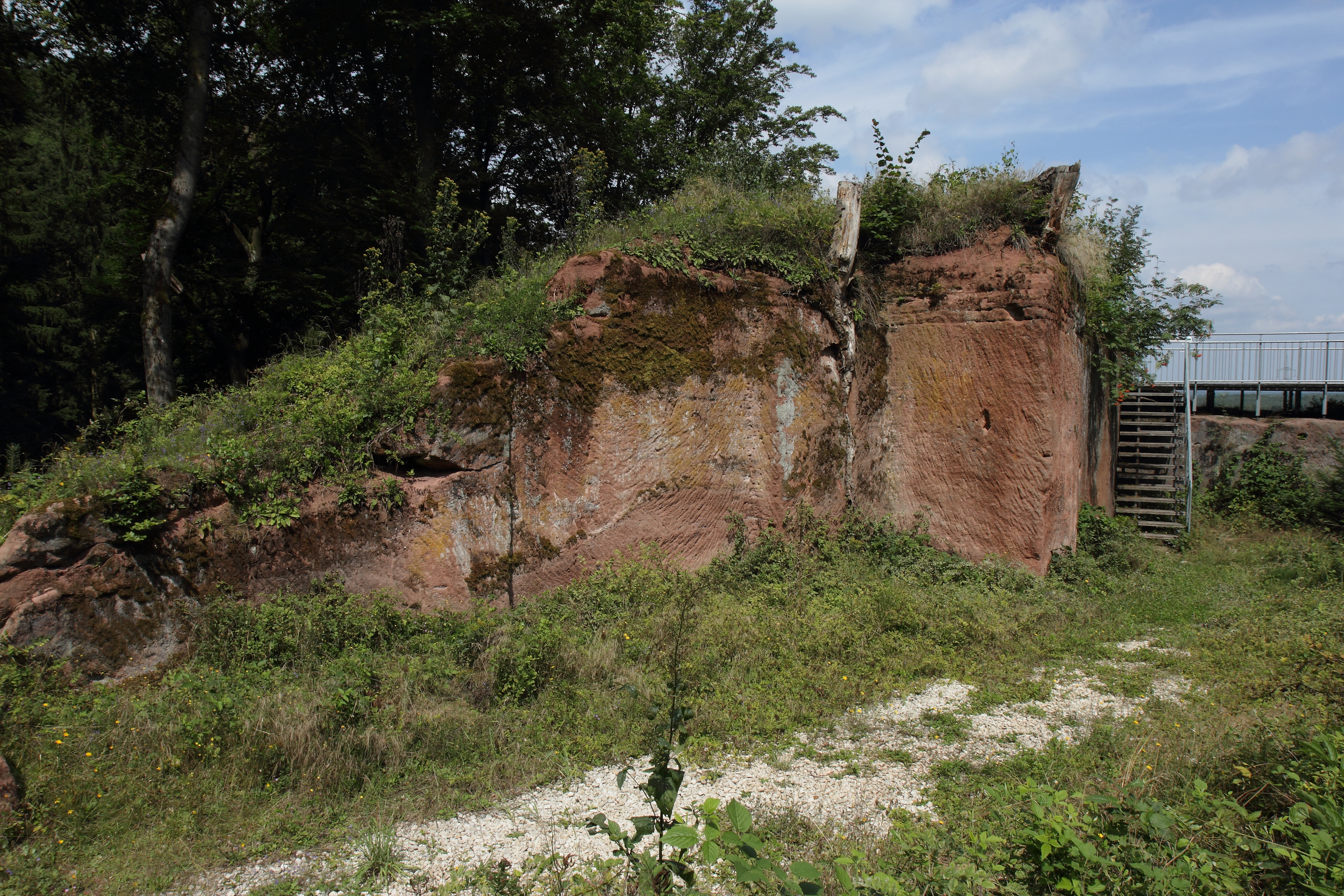
„Steinbruch“ Burghügel

Nachdem die Herren von Heideck ihre frühere Burg dem Verfall überlassen hatte, wurde sie bereits um 1600 auf einer Karte als „Alt Purckstal“ bezeichnet, war aber noch mit etlichen Ruinen eingezeichnet. Der Platz der ehemaligen Burg befindet sich südwestlich des Ortskerns auf circa 445 Meter Höhe und bietet von einer Plattform aus eine gute Aussicht nach Norden. Die Burgruine und sogar der Burgfels aus Sandstein wurden als Steinbruch ausgebeutet. Letzte Reste des Burgstalls wurden 2007 bei archäologischen Untersuchungen gefunden.
Mit Heideck gelangte Altenheideck nach dem Landshuter Erbfolgekrieg 1505 zum neuerrichteten Fürstentum Pfalz-Neuburg; im 16. Jahrhundert bestand das Dort aus zwölf Untertanen(-familien). Mit der Verpfändung des pfalz-neuburgischen Pflegamtes Heideck (und damit auch des Dorfes Altenheideck) an Nürnberg 1542 wurden auch die Untertanen in Altenheideck der Reformation zugeführt. 1585 wurde das Amt Heideck von Pfalz-Neuburg wieder eingelöst. Die Wiedereinführung der katholischen Religionsausübung erfolgte mit der Rekatholisierung von Neuburg-Pfalz im Jahr 1627.
Am Ende des Alten Reiches, um 1800, gab es in Altenheideck 15 Anwesen mit Untertanen des pfalz-neuburgischen Landrichteramtes Heideck als Grundherrschaft. Hoch- und niedergerichtlich unterstand das Dorf dem pfalz-neuburgischen Pflegamt Heideck.
Im Königreich Bayern (1806) bildete Altenheideck mit Liebenstadt, Haag, Rambach und Tautenwind die Gemeinde Liebenstadt des gleichnamigen Steuerdistrikts im Gerichtsbezirk und Rentamt (später Bezirksamt und Amtsgericht) Hilpoltstein. 1875 gab es im Dorf drei Pferde und 88 Stück Rindvieh.
Die Zahl der Anwesen in Altenheideck war lange Zeit nahezu unverändert. Anfang des 20. Jahrhunderts standen im Dorf 17 Wohngebäude, 1952 16. Mit der Gebietsreform in Bayern wurde die Gemeinde Liebenstadt am 1. Januar 1971 aufgelöst. Altenheideck wurde ein Gemeindeteil von Heideck im Landkreis Roth.

### Einwohnerentwicklung
- 1818: 85 (15 Feuerstellen)[22]
- 1837: 95 (15 Anwesen)[23]
- 1871: 92 (42 Gebäude)[24]
- 1900: 80 (17 Wohngebäude)[25]
- 1937: 80[26]
- 1950: 92 (16 Anwesen)[27]
- 1961: 70 (15 Wohngebäude)[28]
- 1970: 78[29]
- 1987: 68 (14 Gebäude mit Wohnraum; 15 Wohnungen)[1]

## Katholische Kapelle St. Maria
Die Ortskapelle St. Maria wurde 1875 erbaut; sie ist ohne Messlizenz. Die Glocke von 1452 stammt aus Höttingen. Der Marienaltar entstand in der Rokoko-Zeit. Der Ort gehört zur katholischen Pfarrei Liebenstadt, wohin auch die Kinder zur Schule gingen.

## Sehenswürdigkeiten
Außer der Ortskapelle gilt der Altbau zu Haus Nr. 15, ein zweigeschossiges Bauernhaus mit Fachwerk aus dem 18./frühen 19. Jahrhundert, als Baudenkmal.

## Vereine
- Sportfreunde Altenheideck-Tautenwind

## Persönlichkeiten
- Oscar Schneider (* 3. Juni 1927 in Altenheideck; † 29. Dezember 2024), 1982 bis 1989 Bundesminister für Raumordnung, Bauwesen und Städtebau

## Sonstiges
- In Altenheideck zweigt vom „Fränkischen Seenlandweg“ der „Radwanderweg Thalachtal-Brombachsee“ ab, der über Heideck und Laibstadt nach Thalmässing führt.[33]
- Auf dem Burgstallgelände findet alljährlich im August ein Burgfest statt.